# أبو الفرج محمد
أبو الفرج محمد كان رجل دولة إيراني من عائلة فسنجة خدم سلالة البويهيين.
كان ابن أبو الفضل العباس بن فسنجاس وهو نبيل إيراني ثري من عائلة فسنجة التي كانت موطنها شيراز في فارس. وكان له أخ أيضًا اسمه أبو محمد الفسنجي، وكان هو معه رئيسًا للديوان وأمينًا للخزينة. في عام 966، أرسل معز الدولة، حاكم العراق البويهي، أبو الفرج وضابطًا إيرانيًا آخر يُدعى أبو الفضل عباس بن حسين الشيرازي في رحلة استكشافية إلى عمان. وبعد وفاة معز الدولة سنة 967م عاد أبو الفرج إلى العراق حيث خدم خليفته معز الدولة. ثم تقاعد في عام 970، وتوفي في عام 981. وكان له ولد اسمه أبو القاسم جعفر بن محمد بن فسنجاس، وكان وزيرًا للحاكم البويهي سلطان الدولة.